# Aux petits bonheurs
Pour les articles homonymes, voir Au petit bonheur.
Pour plus de détails, voir Fiche technique et Distribution.
Aux petits bonheurs est un film français sorti en 1994, réalisé par Michel Deville sur un scénario de Rosalinde Deville.

## Synopsis
Des petits bonheurs sont vécus par quatre femmes et  quelques hommes, sur une période de quatre jours.

## Fiche technique
- Réalisation : Michel Deville
- Scénario : Rosalinde Deville
- Image : Eric Faucherre
- Montage : Raymonde Guyot
- Durée : 103 minutes
- Musique : Louis Moreau Gottschalk
- Date de sortie :
  - France : 12 janvier 1994

## Distribution
- Anémone : Hélène
- Xavier Beauvois : Marc, menuisier, amant de Léna
- André Dussollier : Pierre, époux d'Ariane
- Nicole Garcia : Ariane, épouse de Pierre
- Sylvie Laporte : Cécile, baby-sitter, pianiste
- Michèle Laroque : Sabine, épouse de Matthieu
- François Marthouret : Matthieu, époux de Sabine
- Hanna Schygulla : Magdaléna dite Léna, épouse de Bertrand
- Patrick Chesnais : Bertrand, époux de Léna
- Victor Miletic : Michel, fils de Léna et Bertrand
- Philippe Uchan : le vendeur de meubles
- Michel Raskine : la patronne du magasin de meubles
- Samuel Labarthe : le jeune homme à la brocante
- Aurélien Recoing : le photographe animalier
- Philippe Duquesne : l'homme à la 205
- Denise Bonal : Mme Buret
- Dany Kogan : la brocanteuse au carnet de bal
- frédéric Tokarz : le brocanteur au salon de jardin
- Max Aulivier : le brocanteur à la vaisselle

## Critique
« Comédie romantique légère, très légère - trop légère? - et vaguement perverse, "Aux petits bonheurs", écrit par Rosalinde Deville et rythmé par les pièces pour piano de Gottschalk, est un film qui vagabonde l'air de rien dans un va-et-vient aérien »

— http://www.lexpress.fr/informations/aux-petits-bonheurs_596876.html